# 万利 (黎树)
万利（1797年二月），一作大庆，为中国清朝时期反清领袖黎树的年号。
李兆洛《纪元编》“見邸抄。或云万利王，伪号大庆。”
梁玉繩《元號略》「見邸抄軍機大臣奏審逆犯劉起榮摺子。」
羅振玉「國朝湖北黎樹偽號萬利，王大叔偽號大慶，二人亦各自為號，亦誤以為一人，云黎樹號萬利，或云號萬利王，偽號大慶。」

## 公元纪年对照表
| 大庆 | 元年   |
| ---- | ------ |
| 公元 | 1797年 |
| 干支 | 丁巳   |

## 同期存在的其他政权年号
- 中國
  - 嘉庆（1796年－1820年）：清朝—嘉庆帝顒琰之年号
  - 萬利（1796年－1798年）：清朝時期—王聪儿之年號
  - 大庆（1797年）：清朝时期—王大叔之年号
  - 仙大（1797年）：清朝時期—王囊仙之年號
  - 天順（1797年）：清朝時期—韋朝元之年號
- 日本
  - 寬政（1789年－1801年）：光格天皇之年號
- 越南
  - 景盛（1792年－1801年）：西山朝—富春阮光缵之年号